# Sociedad Mecanizada
Sociedad Mecanizada es el nombre del primer disco del grupo Habeas Corpus. Se lanzó en 1995, y fue grabado en los estudios Green Drum en abril de ese mismo año.

## Canciones
| N.º | Título                              | Duración |  |
| 1.  | «Historia, Memoria»                 |          |  |
| 2.  | «Miseria»                           |          |  |
| 3.  | «Top of the Cops»                   |          |  |
| 4.  | «Sociedad mecanizada»               |          |  |
| 5.  | «Barrio Latino»                     |          |  |
| 6.  | «Largo y cálido verano»             |          |  |
| 7.  | «No podemos estar seguros de nada»  |          |  |
| 8.  | «Malos tiempos»                     |          |  |
| 9.  | «Pax romana, guerra americana»      |          |  |
| 10. | «La calle esta llena de pistoleros» |          |  |
| 11. | «Quinto regimiento»                 |          |  |
| 12. | «Ecocidio»                          |          |  |

## Curiosidades
- El tema Ecocidio fue grabado en 1996 en los estudios Go!.
- El tema "Quinto regimiento" es una versión de una canción popular.

## Personal
- MARS: voz.
- Javi "Mr. Chifly": guitarra.
- David Langa: guitarra.
- Jose: bajo.
- A. Rebato: batería.

- Datos: Q6130933